# Друга світова війна (книга)
Друга світова війна — написана Вінстоном Черчиллем історія Другої світової війни в 6 томах.
У книзі Черчилль детально аналізує події, які після Першої світової привели до реваншизму в Німеччині. Розповідь про події війни ведеться з точки зору британського прем'єр-міністра, східному фронту приділено менше уваги. Велика кількість включених документів, таких як листування з американським президентом Рузвельтом та Сталіним, поєднується з проникливими авторськими коментарями. Вінстон Черчилль визначив девіз книги як «У Війні — Рішучість, у Поразці — Непокора, у Перемозі — Великодушність, у Мирі — Добра Воля».
Разом із попередніми літературними творами, принесла Черчиллю Нобелівську премію з літератури 1953 року.

## Написання
Задум написання книги про Другу світову війну прийшов до Черчилля ще зі вступом на посаду прем'єр-міністра у 1940 р.  

## Видання
Окрім першого видання в 6 томах, у 1959 році під назвою "Спогади про Другу Світову Війну" Черчилль видав скорочену на чверть версію в 4 томах, до якої додав обговорення перших десяти післявоєнних років. Ця дещо скорочена версія перекладена Петром Таращуком та опублікована у 2018 році видавництвом Жупанського (ISBN: 9786177585014).